# Four-in-hand
Four-in-hand knot er en metode til at binde et slips og regnes for den originale slipseknude. Den er også kendt under navnet simple knot eller schoolboy knot som følge af dens simpelhed og stil. Navnet kommer givetvis fra Four-in-Hand Club i London, som begyndte at bære slips, hvilket gjorde det populært. Knuden er smal på den ene side, let asymmetrisk og bruges til mange forskellige lejligheder.
Knuden er en af de tre tilladte metoder til at binde slipset, som indgår i United States Navys uniformer, hvor de to andre er halv-Windsor og Windsor.

## Knuden
Four-in-hand knuden bliver bundet ved at placere slipset omkring halsen og krydse den brede ende ind over den tynde. Den brede ende bliver herefter foldet bagom den smalle ende og ud på den anden side. Derefter bliver den brede ende lagt horisontalt over den smalle ende på forsiden, og foldet om bagved og bragt frem igen bagfra over knuden og ned igennem den horisontale del, hvorefter knuden strammes. Knuden strammes ved at hive i den smalle ende, indtil den rammer kraven på skjorten.
Ved brug af notationen fra The 85 Ways to Tie a Tie af Thomas Fink og Yong Mao bindes four-in-hand således:
- Li Ro Li Co T.

## Onassisknuden
En variant af four-in-hand knuden med den lange ende af slippet lagt bagom og over den nyligt bundne knude blev brugt af Aristotle Onassis, som gjorde den populær i visse kredse i en kort periode. Fink og Mao kalder denne variant Knot 2on; og bindes med notationen Li Ro Li Co T Ri Co.